# اللغة الفريزية السيترلندية
الفريزية الساترلندية أو السيترلندية هي آخر لهجة باقية اليوم من اللغة الفريزية الشرقية. ترتبط فريزية سيترلند بصلةٍ وثيقةٍ مع اللغة الفريزية الشمالية (لغة فريزية أخرى) التي تستعمل في ألمانيا، وأما اللغة الفريزية الغربية المرتبطة بها أيضاً فهي متحدثة في هولندا.

## الجغرافيا
تختلف تقديرات أعداد متحدّثي فريزية سيترلند الحديثة بشكلٍ بسيط. يتحدث اللهجة ما يقارب 2,250 نسمة من أصل قاطني مقاطعة سيترلند العشرة آلاف، ويقدر أن 2,000 منهم قادرون على تحدّثها وفهمها جيداً، وأقل من نصفهم بقليل يعدونها لغة أم. إلا أن الغالبية العظمى ممَّن يتحدثون فريزية سيترلند لغة أم هم من كبار السن، ممَّا يجعل منها جدياً لغة مهددة بالانقراض. لكن بالمقابل، قد تكون فريزية سيترلند اجتازت محنة الاحتضار، حيث تفيد إحصاءات عدَّة بأن عدد متحدّثيها بين صغار السن بدأ بالازدياد، وبأنَّ بعضهم باتوا ينشّئون أولادهم عليها.

## الوضع
لم تتخذ الحكومة الألمانية إجراءاتٍ بارزةً لإنقاذ فريزية سيترلند والحفاظ عليها. ومن ثمَّ فإن الجهة التي تقوم بأغلب العمل في سبيل حماية اللغة هي «الاتحاد السيترلندي» (Seelter Buund)، كما صُنِّفت فريزية سيترلند - مع اللغة الفريزية الشمالية وخمس لغاتٍ أخرى - في الجزء الثالث للمجلس الأوروبي للغات الأقلية واللغات الإقليمية بطلبٍ من ألمانيا في عام 1998. منذ حوالي عام 1800 جذبت فريزية سيترلند اهتمام عددٍ متزايدٍ من اللغويّين، وقد بدأ عدد صغير من الكتب ينشر فيها بدءاً من القرن الماضي، كما قد ترجم إليها العهد الجديد من الكتاب المقدس.